# Antinephele maculifera
Antinephele maculifera är en fjärilsart som beskrevs av Holland 1889. Antinephele maculifera ingår i släktet Antinephele och familjen svärmare. Inga underarter finns listade i Catalogue of Life.